# Monopera perennis
Monopera perennis là một loài thực vật có hoa trong họ Mã đề. Loài này được Robert Hippolyte Chodat và Emil Hassler mô tả khoa học đầu tiên năm 1904 như là một thứ của Angelonia micrantha với danh pháp Angelonia micrantha var. perennis. Năm 1983 Kerry A. Barringer nâng cấp nó thành loài và chuyển sang chi Monopera.

## Phân bố
Loài này có tại tây trung Brasil.